# Wolfgang Yourgrau
Wolfgang Yourgrau (ur. 14 listopada 1908 r. w Katowicach, wówczas Cesarstwo Niemieckie, zm. 18 lipca 1979 r. w Denver, Kolorado) – niemiecko-amerykański psycholog społeczny, fizyk i dziennikarz.

## Życiorys
Urodził się w liberalnej rodzinie żydowskiej. Ojciec był chemikiem, matka zajmowała się handlem. Rodzice rozwiedli się, gdy miał rok, Wolfgang został z matką, która w wieku sześciu lat wysłała go do Berlina, gdzie najpierw wychowywał się u dziadków, a potem u wuja w Berlinie-Grunewald. W 1925 roku ukończył Werner Siemens Realgymnasium w Berlinie-Schöneberg.
Studiował chemię, fizykę, filozofię i psychologię eksperymentalną na Friedrich-Wilhelms-Universität w Berlinie. Z rekomendacji Alberta Einsteina otrzymał stypendium od amerykańskiej fundacji. W 1932 roku uzyskał doktorat z fizyki i został młodszym asystentem dyrektora Instytutu Psychologicznego, Wolfganga Köhlera, równocześnie pracował jako asystent reżysera w teatrze. Ożenił się z okulistką z Berlina, z którą miał córkę.
Był aktywny politycznie w Socjalistycznej Partii Robotników Niemiec (SAPD). W kwietniu 1933 roku został pobity przez SA podczas antysemickich zamieszek. W tym samym roku uciekł do Polski, gdzie pracował w trupie aktorskiej. Wydalony z Polski, Wyjechał do Rygi, skąd również został wydalony. Dzięki wsparciu Roberta Weltscha emigrował do Palestyny, gdzie kierował lokalnymi strukturami SAPD na wygnaniu, m.in. razem z Borisem Goldenbergiem i Jakobem Monetą.
W Tel Awiwie pracował jako wykładowca i prelegent dla związku zawodowego Histadrut. Od 1942 do 1943 roku razem z Arnoldem Zweigiem redagował niemieckojęzyczny tygodnik Orient, który reprezentował stanowisko krytyczne wobec syjonizmu, więc stał się celem ataków syjonistycznych organizacji militarnych i został w końcu zamknięty. Od sierpnia 1944 roku pracował brytyjskiego kanału radiowego dla żołnierzy Forces Broadcasting Service Middle East (FBS) w Jerozolimie i uczył na tamtejszym Uniwersytecie Hebrajskim.
W 1948 roku przeniósł się do Południowej Afryki, gdzie był wykładowcą na uniwersytetach w Kapsztadzie, Witwatersrand i Natal. W 1959 roku został mianowany profesorem historii i filozofii nauki na University of Minnesota w Saint Paul. W 1963 roku przeprowadził się na University of Denver, prowadząc badania i pisząc na temat teorii nauki, mechaniki kwantowej i termodynamiki. W 1969 roku obok Henry’ego Margenau został redaktorem czasopisma Foundations of Physics.
W 1970 roku został uhonorowany Nagrodą Alberta Einsteina Międzynarodowego Towarzystwa na rzecz Ogólnej Teorii Względności i Grawitacji.

## Wybrane prace[5]
- “The Middle East: Gun at your feet!” (1939)
- “Variational Principles in Dynamics and Quantum Theory” (1960)
- “Treatise on Irreversible and Statistical Thermodynamics” (1966)
- “Physics, Logic, and History” (1970)
- “Biology, History and Natural Philosophy” (1972)
- “Cosmology, History and Theology” (1977)
- “On general relativity: an analysis of the fundamentals of the theory of general relativity and gravitation” (1979)
- “Perspectives in Quantum Theory” (1980).